# Californische muisgoffer
De Californische muisgoffer (Chaetodipus californicus)  is een zoogdier uit de familie van de wangzakmuizen (Heteromyidae). De wetenschappelijke naam van de soort werd voor het eerst geldig gepubliceerd door Clinton Hart Merriam in 1889.

## Voorkomen
De soort komt voor in Mexico en de Verenigde Staten.